# Жорсткобокий вуж Копа
Жорсткобокий вуж Копа (Aspidura copei) — неотруйна змія з роду Жорсткобокий вуж родини Вужеві. Отримав назву на честь американського вченого Едварда Копа.

## Опис
Загальна довжина коливається від 40 до 65 см. Спостерігається статевий диморфізм — самиці більші за самців. Голова невелика. Очі округлі. Передній щиток торкається очей. Тулуб циліндричній. Хвіст куций, загострений. Навколо тулуб тягнеться 17 рядків луски. Вентральних щитків — 123–137, підхвостових — 15—35.
Забарвлення спини оливково—коричневе або коричнево—помаранчеве. З боків оливкова. По середині спини проходить світла смуга. З боків є декілька рядків темних плям. Лоб оливково-коричневий, губи яскраво—жовті, облямовані чорною лінією, вузька темна смуга від скроневих щитків тягнеться до краю вентральних. Черево жовтого кольору з коричневими плямами.

## Спосіб життя
Полюбляє гірську місцину. Значну частину життя проводить риючи ходи у ґрунті. Активний удень. Харчується земляними хробаками.
Це яйцекладна змія. Самиця відкладає до 21 яйця.

## Розповсюдження
Мешкає у гірській частині о.Шрі-Ланка.